# Толстой, Михаил Дмитриевич
Граф Михаи́л Дми́триевич Толсто́й (1804—1891) — русский офицер и общественный деятель, гласный Одесской городской думы, президент Общества сельского хозяйства Южной России.

## Биография
Сын тайного советника Дмитрия Александровича Толстого (1754—1832), внук генерал-прокурора князя А. А. Вяземского. Старший брат Павел (1797—1875) — полковник лейб-гвардии Семеновского полка, гофмейстер. Землевладелец Харьковской, Курской, Херсонской и Московской губерний.
По окончании Пажеского корпуса в 1819 году, выпущен был прапорщиком в 10-ю конно-артиллерийскую роту.
Был поручиком лейб-гвардии конно-артиллерийской бригады и адъютантом генерала от артиллерии князя Яшвиля; в 1830 году — капитан лейб-гвардии 1-й артиллерийской бригады, в 1832 году — полковник и командир 1-й легкой конной роты той же бригады. Участвовал в русско-турецкой войне 1828—1829 годов и польской кампании. Награждён орденом святого Владимира 4-й степени (1827).

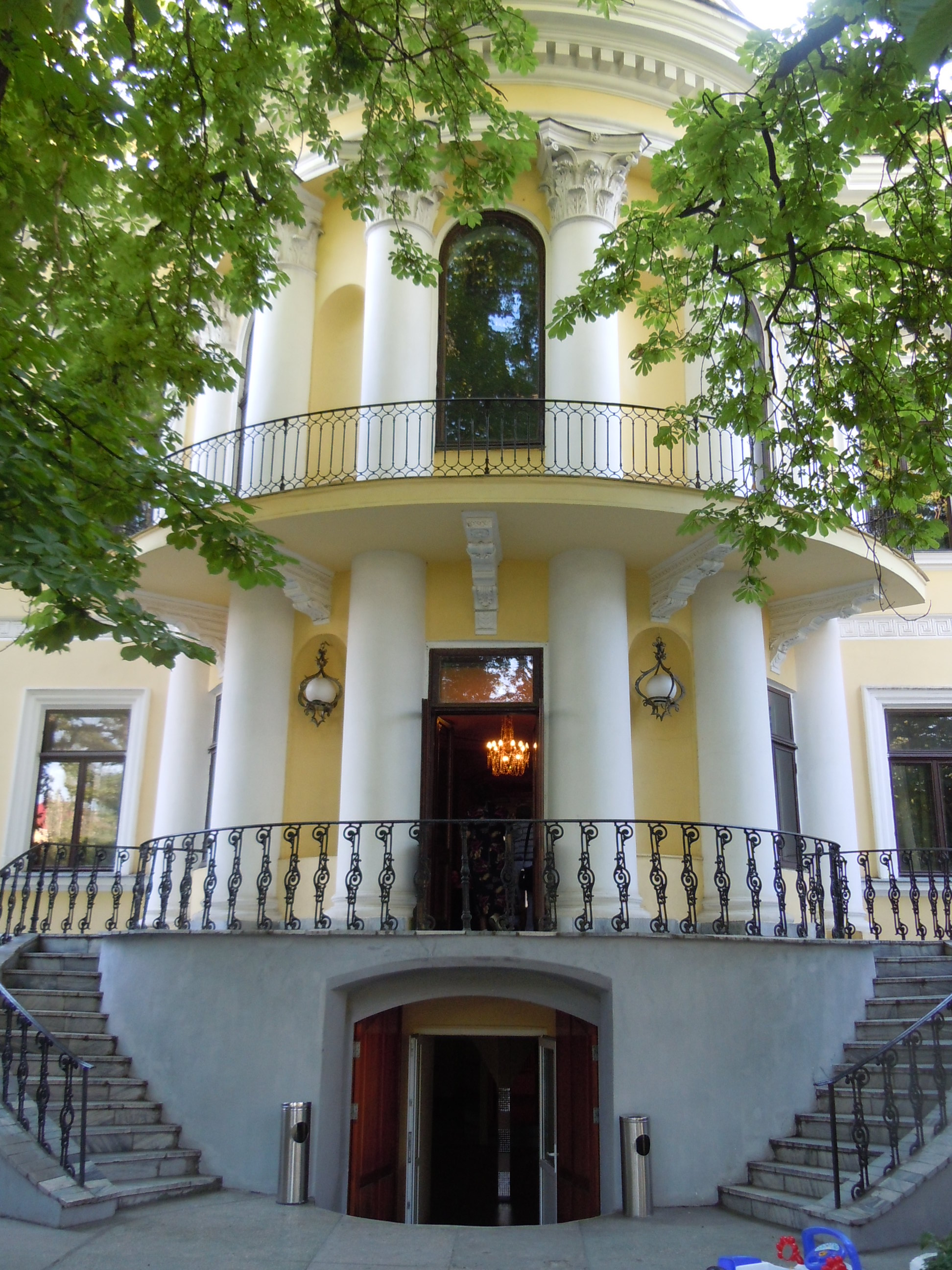
Одесский Дом учёных — до национализации дворец графа Толстого

В 1839 году вышел в отставку в чине полковника и поселился в селе Онуфриевке Херсонской губернии, полученным за женой. Будучи крупным помещиком и владея сахарными и винокуренными заводами, в 1847 году переехал в Одессу, чтобы наладить экспорт продукции, производимой в своих имениях. Приобрёл городскую усадьбу на углу Преображенской и Софиевской улиц.
Избирался гласным Одесской городской думы. Принимал участие в реформе городского самоуправления в 1863 году и состоял старостой домовладельческого сословия в реформированной думе. Был председателем комиссии по сооружению памятника князю М. С. Воронцову, а также председателем комитета по устройству мостовых и водостоков. На последней должности способствовал введению полукопеечного сбора с пуда вывозимых за границу товаров, доходы от которого шли на замощение улиц и устройство канализации. Благодаря этому сбору мостовые центральных улиц Одессы стали одними из лучших в России.
В 1853—1862 годах избирался вице-президентом, а 1862—1871 годах — президентом Общества сельского хозяйства Южной России. В конце 1880-х пожертвовал 100 рублей на памятник Пушкину в Одессе. Дослужился до чина действительного статского советника.
Скончался в 1891 году в Одессе. Был похоронен в семейном склепе на Старом кладбище.

## Семья
Жена (с 1 октября 1833 года) — Екатерина Михайловна Комбурлей, дочь сенатора М. И. Комбурлея. Венчались в Петербурге в Казанском соборе, поручителями по жениху были граф П. Д. Толстой и граф А. П. Толстой; по невесте — А. В. Кочубей и Д. П. Бутурлин. Их дети:
- Михаил (1835—1898), камергер, меценат, почетный попечитель Ришельевской гимназии.
- Вера (р. 1855), приемная дочь. Замужем за доктором прав, австрийским поданным бароном Карлом фон-Пиллерсторфом.